# Meshuggah
Meshuggah (МФА: [məˈʃʊɡə]) — шведський гурт екстремального металу, заснований 1987 року. В перший склад Meshuggah входив вокаліст Єнс Кідман, гітарист Фредрік Тордендал, ударник Томас Гааке (приєднався в 1990 році) та ритм-гітарист Мортен Гаґстрем (приєднався в 1992 році). Через гурт пройшло декілька басистів, нині постійним басистом гурту є Дік Левґрен (з 2004 року).
Meshuggah насамперед привернули увагу своїм релізом 1995 року Destroy Erase Improve, чиє звучання було поєднанням швидкого дез-металу, треш-металу, прогресивного металу, джазу та fusion'у. Починаючи з 2002 року на альбомі Nothing Meshuggah перейшли від семиструнних до опущених восьмиструнних гітар. Гурт став відомим завдяки нетиповому виконанню, складним структурам пісень і поліритмії. Meshuggah визнано журналом «Rolling Stones» однією з десяти найбільш значущих хард-рок і хеві-метал гуртів, а також як найбільш впливовий метал гурт — «Alternative Press». Meshuggah досягли певного визнання, проте значною мірою їхню творчість відносять до андерграундних екстремальних стилів важкої музики.
З моменту свого утворення Meshuggah випустили вісім студійних альбомів, сім синглів та вісім відеокліпів.

## Історія гурту

### Заснування іContradictions Collapse(1987—1994)

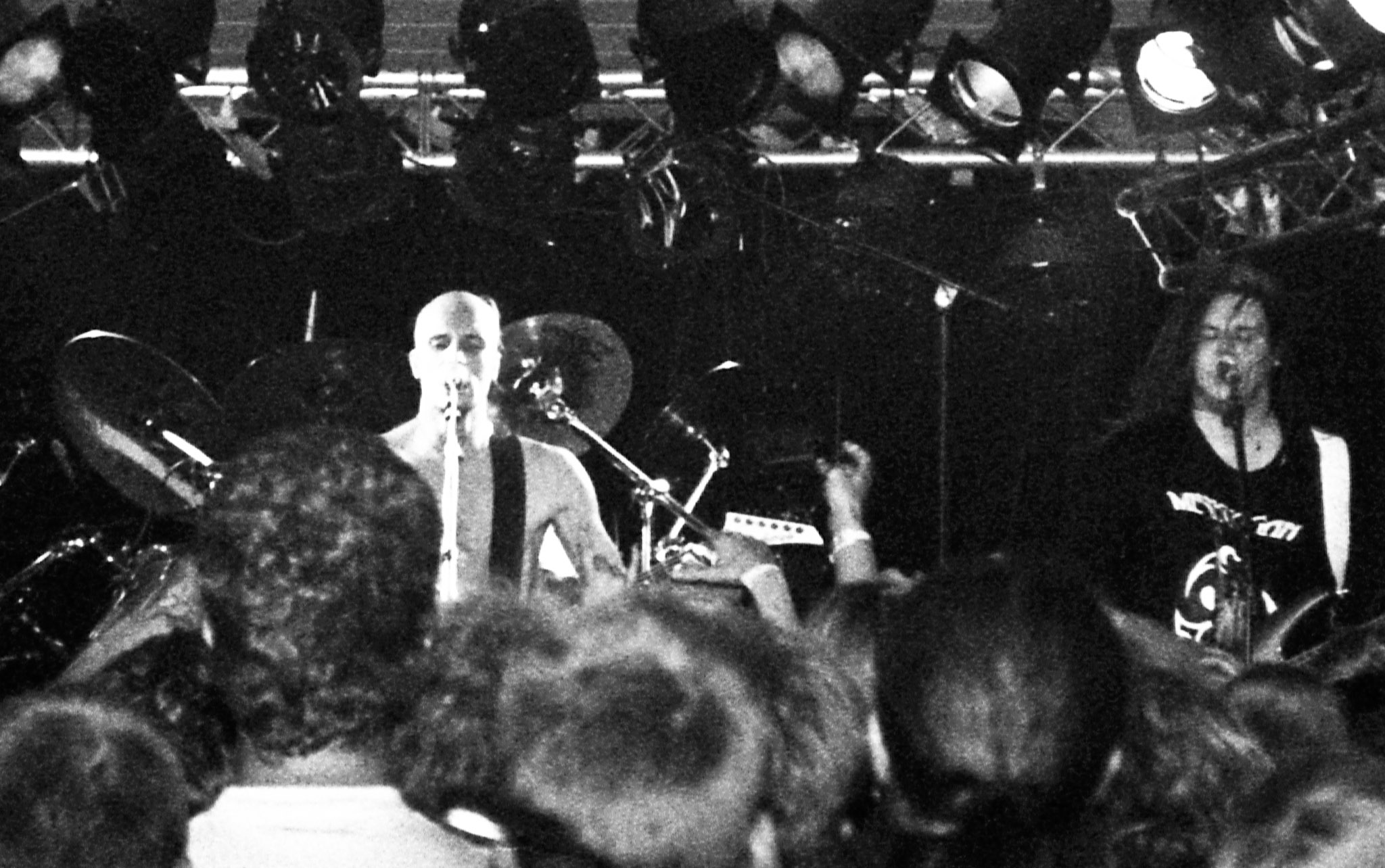
Meshuggah в 1992 році.

В 1985 році гітарист Фредрік Тордендал сформував гурт в Умео, університетському містечку на півночі Швеції з населенням близько 105 000 чоловік. Гуртом під назвою Metallien було записано кілька демо-записів, після чого він розпався. Тордендаль, однак, продовжував грати під іншим ім'ям з новими музикантами.
Meshuggah було сформовано в 1987 році вокалістом і гітаристом Єнсом Кідманом. Слово «meshuggah» походить з ідишу і фактично є транслітерацією слова משוגע (вимовляється як «мешуга́»), що означає «божевільний». Гурт записав декілька демо до моменту, коли його покинув Кідман, після чого цей гурт розпався. Згодом Кідман сформували новий гурт Calipash з гітаристом Тордендалем, басистом Пітером Нордіном і барабанщиком Нікласом Лундґреном. В цьому гурті Кідман також грав на гітарі і Тордендаль вирішив відновити ім'я Meshuggah для цього гурту.
У 1989 році Meshuggah випустила однойменний трьох-пісенний EP Meshuggah, який зазвичай називають Psykisk Testbild (приблизно перекладається як «Психологічний Тест-зображення»). Існувало лише 1000 копій цього 12" (30 см) вінілового шорт-плею, которі згодом були продані місцевим музичним магазином Garageland.

### Destroy Erase Improve(1995—1997)
У січні 1995 року Meshuggah вирушили в невеликий тур по Європі, організований лейблом Nuclear Blast. Незабаром після повернення вони відвідали місцеву студію Soundfront Studios в Уппсала, де під керівництвом продюсера Даніеля Берґстранда записали свій другий повноформатний альбом Destroy Erase Improve. Після закінчення роботи в студії Meshuggah знову вирушили в тур на два місяці з американським гуртом Machine Head. Під час туру басист Петер Нордін змушений був повернутися до Швеції через загострення свого хронічного захворювання внутрішнього вуха: часті запаморочення не давали йому ніякої можливості виступати з гуртом. Замінити Нордіна зголосився басист Machine Head Адам Дьюс, але гурт відмовився і продовжив виступати в складі 4 учасників. Іноді Фредрік Тордендаль виконував басові партії за допомогою гітарного обладнання, в інших випадках гурт просто обходився двома гітаристами. Гаґстрем використовував октавер для виконання своїх партій на октаву нижче. Destroy Erase Improve вийшов в липні 1995 року. Альбом був добре прийнятий критиками і слухачами. Що стосується його назви і обкладинки, Єнс Кідман сказав: «Назва цілком відповідає зображенням, які ми вирізали і вкрали з книг-довідників в місцевій бібліотеці».
В середині 1995 року гурт вирушив в невеликий тур по Скандинавії та Німеччині разом зі шведським гуртом Clawfinger. Перші кілька шоу були відіграні без басиста, бо Петер Нордін все ж вирішив покинути гурт через проблеми зі здоров'ям. Місце Нордіна зайняв Густаф Гільм. Наприкінці 1995 року Meshuggah вирушили в місячний тур з Hypocrisy. Протягом 1996 року та першої половини 1997 року Тордендал працював над сольним альбомом Sol Niger Within, а також взяв участь у записі дебютного альбому шведського гурту Mats/Morgan Band. У той же час Meshuggah відіграли кілька концертів у своєму рідному місті, після чого в травні 1997 року остаточно переїхали в Стокгольм, щоб бути ближче до свого менеджменту і звукозаписної індустрії в цілому. Наприкінці 1997 року Meshuggah записали і видали свій новий міні-альбом The True Human Design, в який увійшли новий трек «Sane» і кілька рімейків пісні «Future Breed Machine» з їх попереднього альбому. Приблизно в цей же час в США вийшов альбом Тордендаля Sol Niger Within, і Meshuggah почали працювати над записом свого наступного альбому.

### ChaosphereіNothing(1998—2002)
В січні 1998 року басист Густаф Гільм став повноправним учасником після майже двох років участі в гурті як сесійного учасника. В лютому Nuclear Blast перевидали альбом гурту Contradictions Collapse, включивши в нього чотири треки з міні-альбому None. Гурт почав запис нового альбому, що отримав назву Chaosphere. Відразу після запису гурт вирушив в невеликий тур по США, сам альбом вийшов наприкінці листопада 1998 року. Відразу після виходу альбому Meshuggah їдуть у великий тур по Скандинавії спільно з гуртом Entombed.
На початку 1999 року Meshuggah приєдналися до гурту Slayer для їх турне по США. Останній альбом, а також живі виступи гурту отримали багато позитивних відгуків у різних американських ЗМІ. В середині 1999 року Meshuggah зіграли кілька концертів в Швеції та розпочали писати матеріал для нового альбому. Однак, в середині 2000 року гурт повідомив, що «процес написання пісень просувається повільно». В той час як шанувальники чекали наступного альбому, збірник демо-версій (з міні-альбому Psykisk Testbild), ремікси та невидані пісні з сесій Chaosphere вийшли як альбом Rare Trax. В липні 2001 року з невідомих причин гурт покинув басист Густаф Гільм. Meshuggah вирушили у велике турне по США разом із гуртом Tool. Загалом Meshuggah відіграли перед понад стотисячною аудиторією.
В березні 2002 року Meshuggah записали у своїй домашній студії три нові треки. Були використані семпли ударних (записи Drumkit from Hell, комплекту ударних, використовуваного Tomas'ом Haake). 16 травня 2002 року Meshuggah увійшли в Dug-Out Studios (там же записувалися Destroy Erase Improve і Chaosphere) для запису свого нового альбому. Записавши там ударні, вони продовжили роботу в студії в Стокгольмі. Продюсером запису знову став Daniel Bergstrand — у всякому разі, з ним писали барабани. Також були використані студії Area 51, Fear і Loathing Studios для доопрацювання гітар, бас-гітари та вокалу. Всього в студіях вони провели в підсумку шість тижнів.
Альбом Nothing вийшов в серпні 2002 року і вже за перший тиждень в США було продано 6 525 його копій, він досяг 165 позиції в чарті Billboard 200. З Nothing Meshuggah стали першим гуртом лейблу Nuclear Blast, що потрапив до чарту Billboard 200, а також першим гуртом, про який написали в журналі Rolling Stone. Два попередні альбоми Meshuggah Chaosphere (1998) і Destroy Erase Improve (1995) до того моменту розійшлися накладом в 38 773 і 30 712 копій відповідно. Наприкінці 2002 року відбувся ще один спільний тур Meshuggah та Tool по Америці, а в березні 2003 року — тур по Скандинавії з Darkane. Наприкінці весни гурт знову вирушив за океан для спільного туру з канадцями Strapping Young Lad.

### obZen,KolossіPitch Black(2007-наш час)

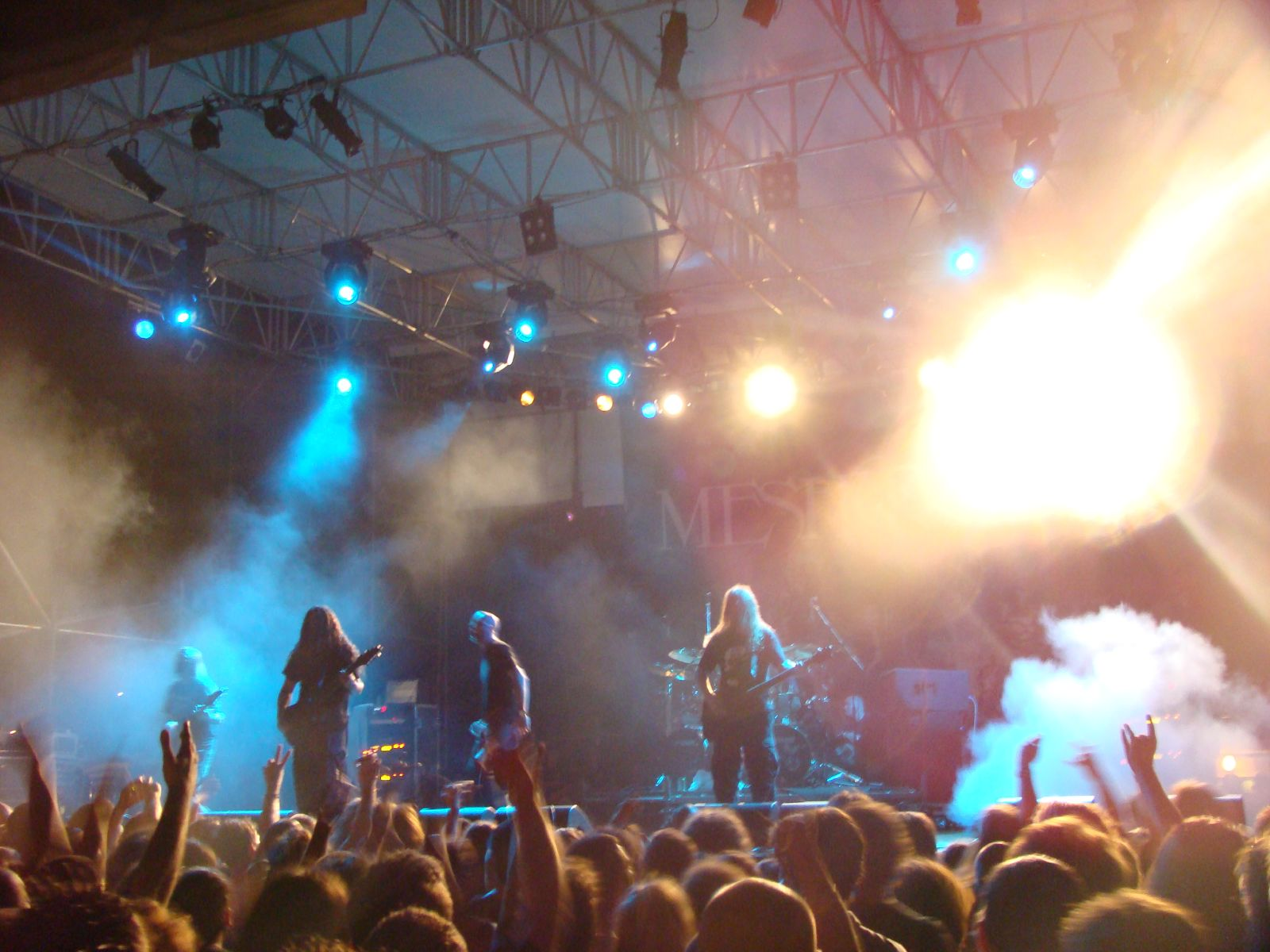
Meshuggah на концерті в Маркон в 2007 році.

Meshuggah повертаються в студію, щоб розпочати роботу над альбомом obZen, реліз якого відбувся в березні 2008 року. Студійна робота над цим альбомом тривала майже рік, що є абсолютним рекордом для Meshuggah. Хоча сам гурт стверджує, що запис зайняв лише шість місяців, а ще стільки ж часу пішло на те, щоб навчитися грати ці нові треки живцем. obZen дебютував на 59-му місці в чарті Billboard 200 в США, розійшовшись там тиражем 11 400 вже за перший тиждень продажів і тиражем 50 000 — за півроку. Він також посів 16-ту позицію в рідній Швеції та 21-ю в сусідній Фінляндії. З альбомом obZen Meshuggah отримали максимальну кількість уваги фанатів і згадувань у пресі. Після його релізу було світове турне, яке почалося в США і плавно перекотилося в Європу, Азію та Австралію.
Особливої уваги на альбомі obZen, заслуговує трек «Bleed», відеокліп на який гурт опублікував онлайн в травні 2008 року. Продюсером кліпу виступив Ян Макфарланд з відомої студії Killswitch Productions, а у створенні сценарію, знімання і редагування взяв участь Майк Печчі: «Надзвичайно класно було працювати з гуртом, яка дозволяє музиці та зображенню говорити самим за себе, і не наполягає на тому, щоб основна увага у відео приділялася самим музикантам».
У січні 2009 року obZen був номінований на шведську премію Греммі в номінації «Best Hard Rock». У лютому того ж року Томас Хааке згадав в інтерв'ю, що гурт планує видати концертний DVD і розпочали записувати альбом. У квітні Meshuggah довелося скасувати заплановані концерти в Скандинавії через грижі міжхребцевого диска у Хааке. Захворювання не дозволяло йому нормально грати на ударних ногами. Пізніше він переніс хірургічне втручання і повністю відновився до виступів гурту на літніх фестивалях в Європі.
Концертний DVD під назвою Alive вийшов 5 лютого 2010 року в Європі і 9 лютого в Північній Америці. Весь матеріал для нього був записаний під час турів Meshuggah по США, Канаді та Японії в 2008—2009 роках. DVD містить 105 хвилин відеоматеріалів і понад 60 хвилин музики на бонусному аудіо-диску. У червні 2010 року Тордендаль спільно з бельгійським барабанщиком Дірком Вербюреном почав роботу над своїм другим сольним альбомом.

## Учасники гурту
Поточні учасники
- Єнс Кідман — вокал (1987-дотепер), ритм-гітара (1987—1992)
- Фредрік Тордендал — соло-гітара, бек-вокал (1987-дотепер), бас-гітара (2001—2004)
- Томас Гааке — ударні (1990-дотепер)
- Мортен Гаґстрем — ритм-гітара, бек-вокал (1992-дотепер)
- Дік Левґрен — бас-гітара (2004-дотепер)

Колишні учасники
- Ніклас Лундґрен — ударні (1987—1990)
- Петер Нурдін — бас-гітара (1987—1995)
- Ґустаф Гільм — бас-гітара (1995—2001)

## Дискографія
Студійні альбоми
- Contradictions Collapse (1991)
- Destroy Erase Improve (1995)
- Chaosphere (1998)
- Nothing (2002)
- Catch Thirtythree (2005)
- obZen (2008)
- Koloss (2012)
- Violent Sleep of Reason (2016)
- Immutable (2022)

### Офіційні
- Офіційний сайт
- Meshuggah у соцмережі «Facebook»| - п - о - р Meshuggah                                                                                                           | - п - о - р Meshuggah                                                                                                                                   |
| --- | --- |
| - Єнс Кідман - Фредрік Тордендал - Томас Гааке - Мортен Гаґстрем - Дік Левґрен - Ніклас Лундґрен - Пітер Нордін - Ґустав Гієльм | |
| Студійні альбоми | - Contradictions Collapse - Destroy Erase Improve - Chaosphere - Nothing - Catch Thirtythree - obZen - Koloss - The Violent Sleep of Reason - Immutable |
| Мініальбоми | - Meshuggah - None - Selfcaged - The True Human Design - I - Pitchblack                                                                                 |
| Концертні альбоми | - Alive - The Ophidian Trek |
| Збірки | - Rare Trax |